# House of Sand and Fog
House of Sand and Fog er en amerikansk dramafilm fra 2003 instrueret og produceret af Vadim Perelman og er baseret på romanen af samme navn af Andre Dubus III. Filmen har Jennifer Connelly og Ben Kingsley i hovedrollerne. Filmen var bl.a. nomineret til en Oscar for bedste mandlige hovedrolle (Ben Kingsley) og en Oscar for bedste kvindelige birolle (Jennifer Connelly).

## Medvirkende
- Jennifer Connelly ..... Kathy Nicolo
- Ben Kingsley ..... Massoud Behrani
- Shohreh Aghdashloo ..... Nadereh "Nadi" Behrani
- Ron Eldard ..... Lester Burdon
- Frances Fisher ..... Connie Walsh
- Jonathan Ahdout ..... Esmail Behrani
- Kim Dickens ..... Carol Burdon
- Spencer Garrett ..... Auctioneer
- Ray Abruzzo ..... Frank

## Ekstern henvisning
- House of Sand and Fog på Internet Movie Database (engelsk)
- House of Sand and Fog på Filmdatabasen
- House of Sand and Fog på Scope
- House of Sand and Fog i Svensk Filmdatabas (svensk)
- House of Sand and Fog på AlloCiné (fransk)
- House of Sand and Fog på MovieMeter (nederlandsk)
- House of Sand and Fog på AllMovie (engelsk)
- House of Sand and Fog hos American Film Institute (engelsk)
- House of Sand and Fogs profil hos Encyclopædia Britannica Online (engelsk)
- House of Sand and Fog på Turner Classic Movies (engelsk)